# All That I've Got
"All That I've Got" (Todo lo que tengo) es el segundo sencillo de The Used del álbum In Love and Death. Esta canción está dedicada al perro de Bert McCracken, llamado David Bowie, que fue arrollado por un camión durante el proceso de grabación del álbum.

## Listado de canciones
- Todas por The Used.

CD
1. "All That I've Got".
2. "I'm a Fake" (vivo en SOMA)).

Versión deluxe
1. "All That I've Got" - 3:54.
2. "A Box Full of Sharp Objects" (vivo en SOMA) - 2:59.
3. "I Caught Fire" (vivo en SOMA) - 3:40.
4. "All That I've Got" (vídeo) - 4:19.

Versión Itunes Estados Unidos
1. "All That I've Got" (versión álbum)- 3:54.
2. "All That I've Got" (vivo en SOMA).
3. "The Taste of Ink" (vivo en SOMA).
4. "Take It Away " (vivo en SOMA).
5. "A Box Full of Sharp Objects" (vivo en SOMA)- 2:59.
6. "I Caught Fire" (vivo en SOMA) - 3:40.
7. "All That I've Got" (vídeo) - 4:19.

## Charts
En Australian ARIA Singles Chart llegó a la posición 35, en UK Singles Chart llegó al 105 y en US Modern Rock Tracks llegó al puesto 19.
- Datos: Q4729738